# Coccothrinax gracilis
Coccothrinax gracilis är en enhjärtbladig växtart som beskrevs av Karl Ewald Maximilian Burret. Coccothrinax gracilis ingår i släktet Coccothrinax och familjen Arecaceae. Inga underarter finns listade i Catalogue of Life.